# Rantzwiller
Rantzwiller település Franciaországban, Haut-Rhin megyében. Lakosainak száma 801 fő (2022. január 1.). Rantzwiller Steinbrunn-le-Haut, Kœtzingue, Steinbrunn-le-Bas, Zaessingue és Wahlbach községekkel határos.

## Népesség
A település népessége az elmúlt években az alábbi módon változott:
| Lakosok száma | 820  | 804  | 823  | 795  | 796  | 797  | 800  | 800  | 801  |
|               | 2013 | 2015 | 2016 | 2017 | 2018 | 2019 | 2020 | 2021 | 2022 |